# Гулиев, Вилаят Мухтар оглы
Вилаят Мухтар оглы Гулиев  (род. 5 ноября 1952, Агджабеди) — азербайджанский государственный деятель. Депутат Национального собрания Азербайджана I созыва. Министр иностранных дел Азербайджана (1999—2004). Чрезвычайный и полномочный посол Азербайджана в Боснии и Герцеговине (с 4 мая 2022). Доктор филологических наук.

## Биография
Родился в семье рабочих. Закончил с отличием среднюю школу им. Г. Асадова в Бейлаганском районе.
Окончил филологический факультет Азербайджанского государственного университета.
Аспирант Института литературы имени Низами (1978—1981). Кандидат филологических наук (1982). Тема диссертации: «Многообразие стилей в современной азербайджанской прозе». Доктор филологических наук (1990). Тема диссертации: «Азербайджанская филологическая мысль и русская литературно-общественная среда в первой половине 19 века». Профессор.
Младший научный сотрудник (1981—1985), старший научный сотрудник (1985—1987), ведущий научный сотрудник (1987—1994) Института литературы им. Низами. Заместитель директора по науке.
Член редакционной коллегии журнала «Ulduz» («Звезда») и газеты «Elm» («Наука»). С 1992 года — главный редактор газеты «Millət» («Нация»).
Депутат Милли Меджлиса Азербайджана I созыва (1996—2000). Член комиссии по правовой политике и государственному строительству.
Министр иностранных дел Азербайджана (26 октября 1999 — 2 апреля 2004).
8 февраля 2000 года присвоен ранг чрезвычайного и полномочного посла.
Посол Азербайджана в Польше (7 июня 2004— 30 марта 2010).
Посол Азербайджана в Венгрии (30 марта 2010 — 23 июля 2021).
Посол Азербайджана в Боснии и Герцеговине (с 4 мая 2022).

## Научная деятельность
Основная сфера исследования — история Азербайджана XIX, XX века, взаимоотношения с зарубежными странами.
Автор переводов художественных и документальных книг с английского, турецкого на азербайджанский язык, в том числе Джеймса Джойса, Джерома Селинджера, Рэя Брэдбери.
С 1985 года член Союза писателей Азербайджана. В 1989 году за издание книги «Мирза Казембек» об учёном-востоковеде А. К. Казембеке получил литературную премию им. М. Ф. Ахундова Союза писателей Азербайджана.
Автор 3 монографий, более 300 статей, 12 книг.

## Избранные труды
- «Азербайджанская школа в российском востоковедении (первая половина XIX века)» Издательство «L`Harmattan» 2015
- «Поляки в Азербайджанской Демократической Республике»[12]
- «Азербайджанцы в Польше»
- «Мирза Казембек». — Баку, Издательство «Yazici» 1987
- «Необычная жизнь Исы Шахтахтинского»
- «Лица, оставившие след в истории». — Баку, 2000
- «Азербайджанская филологическая мысль и русская литературно-общественная среда». — Баку, Издательство «Ozan», 2004

## Переводы
- Рафаэль Мустафин «По следам храброго поэта». — Баку, Издательство «Gənclik» 1988
- Лев Гумилев «Древние тюрки». — Баку, Издательство «Gənclik» 1993
- Алимардан бек Топчибашев «Письма из Парижа». — Баку, Издательство «Азернешр» 1999
- Джордж Оруэлл «1984». — Баку, Издательство «Qanun», 2011
- Джордж Оруэлл «Скотный двор». — Баку, Издательство «Qanun», 2011

## Награды
- Орден «За службу Отечеству» 2 степени (9 июля 2019 года) — за плодотворную деятельность в органах дипломатической службы Азербайджанской Республики[13]
- Командор ордена Заслуг перед Республикой Польша (29 июня 2009 года, Польша) — за выдающиеся заслуги в развитии сотрудничества между Республикой Польша и Азербайджанской Республикой[14]
- Командор со звездой ордена Заслуг (2021, Венгрия)[15]
- Офицер ордена Заслуг (2017, Венгрия)
- Государственная премия Азербайджана (2016)
- Литературная премия им. М. Ф. Ахундова (11 января 1989 года)
- Национальная премия Азербайджана им. Г. З. Тагиева (1994)
- Премия «Ширмамед Гусейнов» (2023)[16]